# Rotterdam Open 2016 - Qualificazioni singolare
Le qualificazioni del singolare del Rotterdam Open 2016 sono state un torneo di tennis preliminare per accedere alla fase finale della manifestazione. I vincitori dell'ultimo turno sono entrati di diritto nel tabellone principale. In caso di ritiro di uno o più giocatori aventi diritto a questi sono subentrati i lucky loser, ossia i giocatori che hanno perso nell'ultimo turno ma che avevano una classifica più alta rispetto agli altri partecipanti che avevano comunque perso nel turno finale.

## Teste di serie
1. Andrej Kuznecov (qualificato)
2. Nicolas Mahut (qualificato)
3. Serhij Stachovs'kyj (primo turno)
4. Ernests Gulbis (qualificato)

1. Evgenij Donskoj (ultimo turno, Lucky loser)
2. Ivan Dodig (qualificato)
3. Lucas Pouille (ultimo turn)
4. Steve Darcis (ultimo turn, ritirato)

## Qualificati
1. Andrej Kuznecov
2. Nicolas Mahut

1. Ivan Dodig
2. Ernests Gulbis

### Lucky Loser
1. Evgenij Donskoj

## Tabellone qualificazioni

### Legenda
| - Q = Qualificato - WC = Wild card - LL = Lucky loser | - ALT = Alternate - SE = Special Exempt - PR = Protected Ranking | - w/o = Walkover - r = Ritirato - d = Squalificato |

### Sezione 1
|  | Primo turno | Primo turno       | Primo turno       | Primo turno | Primo turno |  |  | Ultimo turno | Ultimo turno    | Ultimo turno    | Ultimo turno    | Ultimo turno |  |
|  |             |                   |                   |             |             |  |  |              |                 |                 |                 |              |  |
|  | 1           | Andrej Kuznecov   | Andrej Kuznecov   | 6           | 6           |  |  |              |                 |                 |                 |              |  |
|  | WC          | Jesse Huta Galung | Jesse Huta Galung | 2           | 3           |  |  | 1            | Andrej Kuznecov | Andrej Kuznecov | Andrej Kuznecov | w/o          |  |
|  |             | Thomas Fabbiano   | Thomas Fabbiano   | 6(1)        | 3           |  |  | 8            | Steve Darcis    | Steve Darcis    | Steve Darcis    |              |  |
|  | 8           | Steve Darcis      | Steve Darcis      | 7           | 6           |  |  |              |                 |                 |                 |              |  |

### Sezione 2
|  | Primo turno | Primo turno       | Primo turno       | Primo turno | Primo turno |  |  | Ultimo turno | Ultimo turno  | Ultimo turno  | Ultimo turno | Ultimo turno |  |
|  |             |                   |                   |             |             |  |  |              |               |               |              |              |  |
|  | 2           | Nicolas Mahut     | Nicolas Mahut     | 6           | 6           |  |  |              |               |               |              |              |  |
|  | WC          | Tallon Griekspoor | Tallon Griekspoor | 3           | 2           |  |  | 2            | Nicolas Mahut | Nicolas Mahut | 7            | 7            |  |
|  |             | Lukáš Lacko       | Lukáš Lacko       | 6           | 65          |  |  | 7            | Lucas Pouille | Lucas Pouille | 65           | 65           |  |
|  | 7           | Lucas Pouille     | Lucas Pouille     | 7           | 7           |  |  |              |               |               |              |              |  |

### Sezione 3
|  | Primo turno | Primo turno         | Primo turno      | Primo turno | Primo turno |  |  | Ultimo turno | Ultimo turno       | Ultimo turno       | Ultimo turno | Ultimo turno |  |
|  |             |                     |                  |             |             |  |  |              |                    |                    |              |              |  |
|  | 3           | Serhij Stachovs'kyj | 4                | 6           | 67          |  |  |              |                    |                    |              |              |  |
|  |             | Jan-Lennard Struff  | 6                | 3           | 7           |  |  |              | Jan-Lennard Struff | Jan-Lennard Struff | 4            | 64           |  |
|  |             | Kimmer Coppejans    | Kimmer Coppejans | 4           | 2           |  |  | 6            | Ivan Dodig         | Ivan Dodig         | 6            | 7            |  |
|  | 6           | Ivan Dodig          | Ivan Dodig       | 6           | 6           |  |  |              |                    |                    |              |              |  |

### Sezione 4
|  | Primo turno | Primo turno            | Primo turno       | Primo turno | Primo turno |  |  | Ultimo turno | Ultimo turno    | Ultimo turno    | Ultimo turno | Ultimo turno |  |
|  |             |                        |                   |             |             |  |  |              |                 |                 |              |              |  |
|  | 4           | Ernests Gulbis         | 4                 | 6           | 7           |  |  |              |                 |                 |              |              |  |
|  |             | Édouard Roger-Vasselin | 6                 | 2           | 63          |  |  | 4            | Ernests Gulbis  | Ernests Gulbis  | 6            | 6            |  |
|  | WC          | Tim van Rijthoven      | Tim van Rijthoven | 6(1)        | 2           |  |  | 5            | Evgenij Donskoj | Evgenij Donskoj | 1            | 2            |  |
|  | 5           | Evgenij Donskoj        | Evgenij Donskoj   | 7           | 6           |  |  |              |                 |                 |              |              |  |